# Formia
Formia és un municipi italià situat a la regió del Laci i la província de Latina. L'any 2008 tenia 37.122 habitants. Es troba a la costa del golf de Gaeta i és un centre comercial important, amb productes de la pesca i agrícoles.
És l'antiga Fòrmies, una ciutat dels volscs o dels ausons.